# Riddlesworth Hall
Riddlesworth Hall és un edifici georgià convertit a col·legi al comtat d'Ànglia de l'Est i proper a Cambridge i Norwich. Posseeix aproximadament unes dotze hectàrees de terreny. El col·legi és format per un gran edifici principal on hi ha els dormitoris, la cuina, la sala principal, el menjador, la "Computer Room", entre altres estatges. Entorn de aquest es troben les aules en una sèrie de casetes petites. Durant el curs acadèmic és un col·legi per a nenes i nens entre els 2 i 13 anys. Durant l'estiu s'organitzen cursos per a estrangers. La princesa Diana de Gal·les va cursar part dels seus estudis en aquest col·legi.